# René Rast
René Rast (Minden, 1986. október 26. –) német autóversenyző, háromszoros DTM-bajnok, a BMW gyári versenyzője.

## Pályafutása

### A kezdetek
Gokartos karrierjét követően a Formula BMW-ben próbálta ki magár, majd 200-ben megnyerte a Volkswagen Scirocco R-kupát. A következő évben a SEAT León Szuperkupa sorozat német szériájában Florian Gruber mögött a második helyen végzett összetettben. 2007-ben sportautózásra váltott és a Porsche szuperkupában is elindult egy futamon. 2010 és 2012 között sorozatban megnyerte a sorozatot. 2014-ben az ADAC GT Masters sorozat bajnoki címét szerezte meg.

### DTM

#### 2017
A 2017-es szezon első versenyét a Hockenheimringen kezdték meg, a kvalifikáción a 14. helyet érte el a Team Rosberg csapat autójával. Az első futamon végül a 6. helyen zárt Gary Paffett előtt. A második futamon a rajtot követően nem tudta megtartani a második helyét, a harmadik körbeli újbóli indításkor azonban eltalálta egyik vetélytársa, így fel kellett adnia a versenyt. Ezután nyaki fájdalmakra panaszkodott, elővigyázatosságból kórházba szállították kivizsgálásra. A Lausitzringen az első futamon a bokszkiállások után remek tempóban versenyzett és egészen a harmadik helyig jutott, miután sikeresen megelőzte Maxime Martint. A leggyorsabb kört is sikerült elérnie. A második futamon a hetedik helyen ért célba és ismét a leggyorsabb köt az ő neve mellé került. A Hungaroringen a pole-pozíciót szerezte meg első alkalommal a szériában. A rajtot követően megőrizte az első helyét márka társai előtt. Néhány körrel később Maxime Martin kettes kanyar után lefulladó BMW-jét az elszállítása idejére pályára hívott biztonsági autó szakította meg. Az újra rajtolás után Green nézelődött a belső íven, majd Ekström volt az, aki körbeautózta sikeresen Rastot az első helyért. Az első futamot végül a 6. helyen fejezte be. A második futamon ismét az első rajtkockából indulhatott. A rajtjánál remek tempóban hagyta ott a többieket, Marco Wittmannt és a harmadik pozícióból induló Mattias Ekströmöt is. A box kiállások követően a svéd vezette a versenyt, de nem sikerült komoly előnyre szert tennie Rasttal szemben, aki folyamatosan egy másodpercen belül autózott hozzá képest. Az utolsó tíz percbe lépve Rast fél másodpercre tudta megközelíteni svéd riválisát, előzési távolságba azonban még nem került. Néhány perccel később az első kanyar féktávján bebújt Ekström mellé, visszaszerezve a vezetést. Ezután az utolsó körökben még növelni is tudta előnyét, így karrierje első DTM-győzelmét szerezte meg.
A nürnbergi Norisringen az időmérő edzésen Maxime Martin mindössze öt ezredmásodperccel futott jobb kört, mint Rast. A komoly esőben, rossz körülmények között induló futamon csak a 12. helyen ért célba. A második futam Robert Wickenssel ütközött és kiesett. Oroszországban a Moscow Raceway versenypályán idén harmadszor indult a pole-pozícióból. Az időmérőn egyébként nem Rast, hanem Marco Wittmann futotta a legjobb köridőt, azonban öt hellyel hátrasorolták, miután összegyűlt három figyelmeztetése a stewardoktól. A kiállásokat leszámítva végig vezette a versenyt, Mike Rockenfeller végig követte őt és lőtávolban maradt, de előzési pozícióba nem került. A kockás zászlónál 0,7 másodperc választotta el a két pilótát. Rast idei és DTM-s pályafutása második győzelmét szerezte meg. A második moszkvai futam a 4. helyen ért célba és Ekström egy ponttal átvette a vezetést tőle az összetett bajnokságban. A hollandiai Zandvoortban a BMW-k box kiállása után néhány körön át vezetett, majd féltávnál állt ki kerékcserére, ami nem bizonyult nyertes taktikának. Végül kilencedikként ért célba, de ez is elegendő volt arra, hogy egyetlen pont különbséggel újra ő legyen a bajnokság éllovasa. A második futamon nem látta meg a kockás zászlót Maro Engellel történt koccanása miatt.
A szezon hetedik versenyhétvégéjén a német Nürburgringen az első futamon az 5. helyen ért célba, így az összetettben is lekerült a dobogóról. A második futam már kevésbé sikerült neki, a 18. helyről 12.-nek zárkózott fel. Ekström nyolc ponttal növelte előnyét az összetettben. A Red Bull Ringen egy rossz manőver közben megpördült, és visszaesett a mezőny végére. Végül pontot sem szerzett, így még Wittmann is bejött elé a tabellán. A második futamon a rajtnál második helyen fordul el, majd a biztonsági autós periódust követően Greennek sikerült maga mögött tartania Rastot. Nem sokkal később az utolsó körökben a brit autója lelassult és füstölgőt, Rast pedig megelőzte és megnyerte a versenyt. A szezonzáró versenyhétvégén első futamán a 6. helyen ért célba, így az utolsó futam előtt négy Audi pilóta harcolt a bajnoki címért. A második futamon a második helyről rajtolt, de veszített pozíciókat, miután az 1-es kanyarban az aszfaltozott bukótérre kényszerítették, Marco Wittmann és Lucas Auer is elment mellette. Ezután rögtön Robert Wickensszel szemben újabb pozíciót veszített, így az első kör végére az ötödik helyre esett vissza. Néhány körrel később a kanadai és az osztrák riválisát is visszaelőzte. Robert Wickens a verseny utolsó perceiig húzta kiállását, így Rast végül a pályán előzte meg a második pozícióért. A másodikként ért célba és 179 ponttal megnyerte a bajnokságot Mattias Ekström előtt, aki 176 ponttal zárt mögötte. A DTM 2000-ben való újraindulása során először lett bajnok újonc.

#### 2018
A 2018-as évre Rast maradt Rosberg csapatnál. A naptár második állomásán, a Lausitzringen az első versenyen egy hatalmas balesetet szenvedett, amelynek következtében nem indult a második versenyen, további tényezők még; az Audi nem tudta helyrehozni a rommá tört versenyautót, másrészt az orvosok megállapították, hogy a német pilóta nincs versenyzésre alkalmas állapotban. A Norising-et is lenullázta pontok szempontjából, azonban az utolsó három versenyhétvége mindhárom futamán az első helyen ért célba és ennek köszönhetően visszakapaszkodott a bajnoki címre esélyesek közé, azonban Gary Paffett-et már nem előzte meg, de így is a 2. helyen végzett az összetettben.

#### 2019
A 2019-es évadnyitó versenyen; az első futamon nullázott, a másodikat viszont a tizenhatodik helyről, győzelemmel zárta, továbbá a visszatérő Zolderi pályán is diadalmaskodott a vasárnapi versenyen. Misanóban mindkét versenyről az élről rajtolhatott, de egyiket sem tudta győzelemre váltani. A városi Norisring-en is szerzett egy győzelmet az első, míg egy pole-t, a vasárnapra futamra. A tavaly visszatérő brit Brands Hatch-i pályán mindkétszer dobogóra állhatott, az egyiken a legfelső fokára. Az utolsó előtti nagydíjhétvégén a Nürburgringen a második futamon bebiztosította élete második DTM egyéni bajnoki címét.

#### 2020
2020 áprilisában az Audi bejelentette, hogy kiszáll a DTM-ből. Első idénybeli győzelmét a második fordulóban, a Lausitzringen aratta. Sokáig márkatársa, a svájci Nico Müller vezette a tabellát, viszont ő is minden hétvégén ott volt az élmezőnyben. A szezon vége felé mind a négy zolderi futamot megnyerte, amelyeknek is köszönhetően két hétvégével a vége előtt átvette a vezetést a bajnoki tabellán és azt végig tartotta, így végül összesen harmadszorra és sorozatban másodszorra hódította el a bajnoki címet.

#### 2022
2022-re visszatért az új GT3-as formátumra áttérő DTM-be a továbbra is az Audival szoros kapcsolatot ápoló Team Abt-hoz. 2022 augusztusában hivatalosan bejelentette, hogy 12 év után elhagyja az Audit és aláírt a rivális gyári BMW-hez.

### Formula–E
A 2015–16-os szezonban a Berlin nagydíjon helyettesítette António Félix da Costát, aki a DTM-ben való elfoglaltsága miatt nem tudta vállalni a versenyt. A kvalifikáción a Team Aguri csapat színeiben a 17. időt érte el. A rajt után Bruno Senna első és Rast hátsó szárnya sérült meg. A hatodik körben Rastot, Piquet-t és Sam Birdöt a bokszba intették sérült autójuk miatt. A futamot a 17. körben feladni kényszerült.
A 2019–20-as kiírásban az évadzáró berlini versenyekre az Audi csapata adott neki lehetőséget, a menesztett Daniel Abt helyén. Az utolsó előtti futamon dobogóra állhatott.
A 2020–21-es idényre a már világbajnoki státuszt kapó bajnokságba teljes ülést kapott a brazil Lucas di Grassi csapattársaként. Többször is sikerült a legjobb 10-ben zárnia és értékes pontokat szereznie. Az ideiglenesen Pueblába átkerült mexikói forduló során eredetileg a 3. pozícióban látta meg a kockás zászlót, de a futamgyőztes, Pascal Wehrlein kizárása után fellépet a 2. helyre, míg csapattársa győzött, így a márka kettős sikert aratott. 2020 őszén a gyártó bejelentette kilépését, ezzel együtt az ABT is elhagyta a bajnokságot.
2022. augusztus 23-án kiderült, hogy a Mercedes helyét átvevő McLaren versenyzője lett a 2022–23-as szezonra.

## Eredményei

### Teljes Porsche-szuperkupa eredménylistája
(Táblázat értelmezése)

(Félkövér: pole-pozícióból indult; dőlt: leggyorsabb kört futott) 

| Év   | Csapat                   | 1      | 2     | 3       | 4      | 5     | 6      | 7      | 8      | 9     | 10      | 11    | 12    | 13    | Helyezés | Pont |
| ---- | ------------------------ | ------ | ----- | ------- | ------ | ----- | ------ | ------ | ------ | ----- | ------- | ----- | ----- | ----- | -------- | ---- |
| 2007 | Veltins MRS Racing       | BHR    | BHR   | CAT     | MON    | MAG   | SIL    | NÜR 13 | HUN    | IST   | SPA     | MNZ   |       |       | HN‡      | 0‡   |
| 2008 | Veltins MRS Racing       | BHR Ki | BHR 3 | CAT 5   | IST Ki | MON 7 | MAG Ki | SIL    | HOC 5  | HUN 8 | VAL 6   | SPA 7 | MNZ 8 |       | 6.       | 95   |
| 2009 | Veltins MRS Racing       | BHR Ki | BHR 2 | CAT Kiz | MON 2  | IST 2 | SIL 1  | NÜR 1  | HUN 1  | VAL 1 | SPA 17† | MNZ 1 | YMC 1 | YMC 2 | 2.       | 207  |
| 2010 | Al Faisal Lechner Racing | BHR 1  | BHR 1 | CAT Ki  | MON 1  | VAL 1 | SIL 2  | HOC Ki | HUN 3  | SPA 3 | MNZ 4   |       |       |       | 1.       | 152  |
| 2011 | Veltins Lechner Racing   | IST 5  | CAT 7 | MON 1   | NÜR 1  | SIL 1 | NÜR 1  | HUN Ki | SPA 2  | MNZ 2 | YMC 2   | YMC 1 |       |       | 1.       | 181  |
| 2012 | Lechner Racing           | BHR 1  | BHR 3 | MON Ki  | VAL 1  | SIL 1 | HOC 1  | HUN Ni | HUN Ni | SPA 2 | MNZ 1   |       |       |       | 1.       | 142  |

‡ Mivel vendégpilóta volt, ezért nem részesült pontokban.

### Teljes FIA GT eredménylistája
| Év   | Csapat                     | Osztály | 1        | 2        | 3        | 4        | 5        | 6         | 7        | 8        | 9      | 10     | 11       | 12        | Helyezés | Pont |
| ---- | -------------------------- | ------- | -------- | -------- | -------- | -------- | -------- | --------- | -------- | -------- | ------ | ------ | -------- | --------- | -------- | ---- |
| 2013 | Belgian Audi Club Team WRT | Pro     | NOG QR 2 | NOG CR 6 | ZOL QR 3 | ZOL CR 5 | ZAN QR 3 | ZAN CR Ki | SVK QR 5 | SVK CR 1 | NAV QR | NAV CR | BAK QR 1 | BAK CR 15 | 6.       | 80   |

### Teljes Blancpain GT Sprint-kupa eredménylistája
| Év   | Csapat                     | Osztály | 1          | 2         | 3         | 4        | 5        | 6        | 7         | 8        | 9        | 10        | 11       | 12        | 13       | 14        | Helyezés | Pont |
| ---- | -------------------------- | ------- | ---------- | --------- | --------- | -------- | -------- | -------- | --------- | -------- | -------- | --------- | -------- | --------- | -------- | --------- | -------- | ---- |
| 2014 | Belgian Audi Club Team WRT | Pro     | NOG QR DSQ | NOG CR 7  | BRH QR 14 | BRH CR 9 | ZAN QR 4 | ZAN CR 1 | SVK QR 9  | SVK CR 3 | ALG QR 3 | ALG CR 5  | ZOL QR 4 | ZOL CR Ki | BAK QR 4 | BAK CR Ki | 5.       | 71   |
| 2016 | Belgian Audi Club Team WRT | Pro     | MIS QR 14  | MIS CR Ki | BRH QR    | BRH CR   | NÜR QR 3 | NÜR CR 2 | HUN QR 10 | HUN CR 3 | CAT QR 5 | CAT CR 18 |          |           |          |           | 9.       | 39   |

### Daytonai 24 órás autóverseny
| Év   | Csapat                | Csapattárs                                        | Autó              | Kategória | Kör | Összetett Helyezés | Kategória Helyezés |
| ---- | --------------------- | ------------------------------------------------- | ----------------- | --------- | --- | ------------------ | ------------------ |
| 2014 | Paul Miller Racing    | Bryce Miller Matthew Bell Christopher Haase       | Audi R8 LMS ultra | GTD       | 626 | 36.                | 16.                |
| 2015 | Paul Miller Racing    | Bryce Miller Dion von Moltke Christopher Haase    | Audi R8 LMS ultra | GTD       | 695 | 17.                | 5.                 |
| 2016 | Magnus Racing         | John Potter Andy Lally Marco Seefried             | Audi R8 LMS       | GTD       | 703 | 14.                | 1.                 |
| 2017 | VisitFlorida Racing   | Renger van der Zande Marc Goossens                | Riley Mk. 30      | P         | 658 | 3.                 | 3.                 |
| 2018 | Mazda Team Joest      | Oliver Jarvis Tristan Nunez                       | Mazda RT24-P      | P         | 530 | Kiesett            | Kiesett            |
| 2019 | Mazda Team Joest      | Oliver Jarvis Tristan Nunez Timo Bernhard         | Mazda RT24-P      | DPi       | 220 | Kiesett            | Kiesett            |
| 2022 | G-Drive Racing by APR | Ed Jones Oliver Rasmussen François Heriau         | Aurus 01-Gibson   | LMP2      | 744 | 9.                 | 5.                 |
| 2024 | BMW M Team RLL        | Connor De Phillippi Maxime Martin Nick Yelloly    | BMW M Hybrid V8   | GTP       | 778 | 7.                 | 7.                 |
| 2025 | BMW M Team RLL        | Robin Frijns Sheldon van der Linde Marco Wittmann | BMW M Hybrid V8   | GTP       | 777 | 7.                 | 7.                 |

### Le Mans-i 24 órás autóverseny
| Év   | Csapat                | Csapattárs                         | Autó                    | Kategória   | Kör | Összetett Helyezés | Kategória Helyezés |
| ---- | --------------------- | ---------------------------------- | ----------------------- | ----------- | --- | ------------------ | ------------------ |
| 2014 | Sébastien Loeb Racing | Jan Charouz Vincent Capillaire     | Oreca 03R-Nissan        | LMP2        | 354 | 8.                 | 4.                 |
| 2015 | Audi Sport Team Joest | Filipe Albuquerque Marco Bonanomi  | Audi R18 e-tron quattro | LMP1        | 387 | 7.                 | 7.                 |
| 2016 | G-Drive Racing        | Will Stevens Roman Ruszinov        | Oreca 05-Nissan         | LMP2        | 357 | 6.                 | 2.                 |
| 2022 | Team WRT              | Robin Frijns Sean Gelael           | Oreca 07-Gibson         | LMP2        | 285 | Kiesett            | Kiesett            |
| 2023 | Tower Motorsports     | Ricky Taylor Steven Thomas         | Oreca 07-Gibson         | LMP2        | 19  | Kiesett            | Kiesett            |
| 2023 | Tower Motorsports     | Ricky Taylor Steven Thomas         | Oreca 07-Gibson         | LMP2 Pro-Am | 19  | Kiesett            | Kiesett            |
| 2024 | BMW M Team WRT        | Robin Frijns Sheldon van der Linde | BMW M Hybrid V8         | Hypercar    | 96  | HN                 | HN                 |

### Teljes FIA World Endurance Championship eredménysorozata
| Év   | Csapat                | Osztály  | Kasztni                 | Motor                                   | 1      | 2     | 3      | 4      | 5      | 6      | 7      | 8      | 9     | Helyezés | Pont |
| ---- | --------------------- | -------- | ----------------------- | --------------------------------------- | ------ | ----- | ------ | ------ | ------ | ------ | ------ | ------ | ----- | -------- | ---- |
| 2014 | Sébastien Loeb Racing | LMP2     | Oreca 03R               | Nissan VK45DE 4.5 L V8                  | SIL    | SPA   | LMS 4  | COA    | FUJ    | SHA    | BHR    | SÃO    |       | HN†      | 0†   |
| 2015 | Audi Sport Team Joest | LMP1     | Audi R18 e-tron quattro | Audi TDI 4.0 L Turbo V6 (Hybrid Diesel) | SIL    | SPA 4 | LMS 7  | NÜR    | COA    | FUJ    | SHA    | BHR    |       | 12.      | 24   |
| 2016 | G-Drive Racing        | LMP2     | Oreca 05                | Nissan VK45DE 4.5 L V8                  | SIL 3  | SPA 5 | LMS 2  | NÜR Ki | MEX 7  | COA 3  | FUJ    | SHA    | BHR 1 | 5.       | 111  |
| 2022 | Team WRT              | LMP2     | Oreca 07                | Gibson GK428 4.2 L V8                   | SEB 2  | SPA 1 | LMS Ki | MNZ 12 | FUJ    | BHR 1  |        |        |       | 6.       | 91   |
| 2024 | BMW M Team WRT        | Hypercar | BMW M Hybrid V8         | BMW P66/3 4.0 L Turbo V8                | QAT 10 | IMO 6 | SPA 13 | LMS Hn | SÃO 14 | COA 13 | FUJ Ki | BHR Ki |       | 27.      | 10   |
| 2025 | BMW M Team WRT        | Hypercar | BMW M Hybrid V8         | BMW P66/3 4.0 L Turbo V8                | QAT    | IMO   | SPA    | LMS    | SÃO    | COA    | FUJ    | BHR    |       | HN*      | 0*   |

* A szezon jelenleg is zajlik.
‡ Mivel vendégpilóta volt, ezért nem részesült pontokban.

### Teljes Formula–E eredménylistája
(Táblázat értelmezése)

(Félkövér: pole-pozícióból indult; dőlt: leggyorsabb kört futott) 

| Év      | Csapat                      | 1      | 2      | 3     | 4      | 5     | 6      | 7      | 8      | 9      | 10     | 11     | 12     | 13     | 14     | 15     | 16     | Helyezés | Pont |
| ------- | --------------------------- | ------ | ------ | ----- | ------ | ----- | ------ | ------ | ------ | ------ | ------ | ------ | ------ | ------ | ------ | ------ | ------ | -------- | ---- |
| 2015–16 | Team Aguri                  | BEI    | PUT    | PDE   | BUE    | MEX   | LBH    | PAR    | BER Hn | LON    | LON    |        |        |        |        |        |        | 23.      | 0    |
| 2019–20 | Audi Sport ABT Schaeffler   | ADR    | ADR    | SAN   | MEX    | MAR   | BER 10 | BER 13 | BER Ki | BER 16 | BER 3  | BER 4  |        |        |        |        |        | 15.      | 29   |
| 2020–21 | Audi Sport ABT Schaeffler   | DIR 4  | DIR 17 | ROM 6 | ROM Ki | VAL 5 | VAL 6  | MON Ki | PUE 2  | PUE 10 | NYC 10 | NYC 20 | LON 5  | LON Ki | BER 9  | BER 9  |        | 13.      | 78   |
| 2022–23 | Neom McLaren Formula E Team | MEX Ki | DIR 5  | DIR 3 | HAI Ki | FOK 4 | SAP 9  | BER 17 | BER 13 | MCO 17 | JAK 15 | JAK 15 | POR 14 | ROM Ki | ROM 13 | LON 14 | LON 12 | 13.      | 40   |

† A versenyző nem fejezte be a futamot, de helyezését értékelték, mert a táv több, mint 90%-át teljesítette.

### Teljes DTM eredménylistája
(Táblázat értelmezése)

(Félkövér: pole-pozícióból indult; dőlt: leggyorsabb kört futott) 

| Év   | Csapat                  | 1        | 2        | 3        | 4        | 5       | 6        | 7        | 8        | 9        | 10       | 11      | 12       | 13       | 14       | 15       | 16      | 17      | 18       | 19    | 20      | Helyezés | Pont |
| ---- | ----------------------- | -------- | -------- | -------- | -------- | ------- | -------- | -------- | -------- | -------- | -------- | ------- | -------- | -------- | -------- | -------- | ------- | ------- | -------- | ----- | ------- | -------- | ---- |
| 2016 | Audi Sport Team Rosberg | HOC 1    | HOC 2    | SPL 1    | SPL 2    | LAU 1   | LAU 2    | NOR 1    | NOR 2    | ZAN 1    | ZAN 2 19 | MSC 1   | MSC 2    | NÜR 1    | NÜR 2    | HUN 1    | HUN 2   |         |          |       |         | 23.      | 8    |
| 2016 | Audi Sport Team Phoenix |          |          |          |          |         |          |          |          |          |          |         |          |          |          |          |         | HOC 1 6 | HOC 2 17 |       |         | 23.      | 8    |
| 2017 | Audi Sport Team Rosberg | HOC 1 6  | HOC 2 Ki | LAU 1 3  | LAU 2 7  | HUN 1 6 | HUN 2 1  | NOR 1 12 | NOR 2 Ki | MSC 1    | MSC 2 4  | ZAN 1 9 | ZAN 2 Ki | NÜR 1 5  | NÜR 2 12 | SPL 1 13 | SPL 2 1 | HOC 1 6 | HOC 2    |       |         | 1.       | 179  |
| 2018 | Audi Sport Team Rosberg | HOC 1 9  | HOC 2 7  | LAU 1 Ki | LAU 2 Ni | HUN 1 4 | HUN 2 10 | NOR 1 16 | NOR 2 14 | ZAN 1 17 | ZAN 2 1  | BRH 1 4 | BRH 2 3  | MIS 1 Ki | MIS 2 3  | NÜR 1    | NÜR 2 1 | SPL 1   | SPL 2 1  | HOC 1 | HOC 2 1 | 2.       | 251  |
| 2019 | Audi Sport Team Rosberg | HOC 1 16 | HOC 2 1  | ZOL 1 Ki | ZOL 2 1  | MIS 1 2 | MIS 2 3  | NOR 1    | NOR 2 7  | ASS 1 3  | ASS 2 5  | BRH 1 2 | BRH 2 1  | LAU 1 Ki | LAU 2 1  | NÜR 1    | NÜR 2 3 | HOC 1   | HOC 2 3  |       |         | 1.       | 322  |
| 2020 | Audi Sport Team Rosberg | SPA 1 5  | SPA 2 3  | LAU 1 7  | LAU 2 1  | LAU 1   | LAU 2 6  | ASS 1 5  | ASS 2 5  | NÜR 1 2  | NÜR 2    | NÜR 1 2 | NÜR 2 3  | ZOL 1    | ZOL 2 1  | ZOL 1    | ZOL 2 1 | HOC 1 2 | HOC 2 1  |       |         | 1.       | 353  |
| 2022 | Team Abt                | ALG 1 Ki | ALG 2 12 | LAU 1 8  | LAU 2 3  | IMO 1   | IMO 2 Ki | NOR 1 3  | NOR 2 3  | NÜR 1 4  | NÜR 2 Ki | SPA 1 4 | SPA 2 Ki | RBR 1 2  | RBR 2 10 | HOC 1 5  | HOC 2   |         |          |       |         | 3.       | 149  |
| 2023 | Schubert Motorsport     | OSC 1 5  | OSC 2 Ki | ZAN 1    | ZAN 2    | NOR 1 2 | NOR 2    | NÜR 1 20 | NÜR 2 19 | LAU 1 8  | LAU 2 11 | SAC 1 8 | SAC 2 8  | RBR 1 4  | RBR 2 1  | HOC 1 Ki | HOC 2 3 |         |          |       |         | 5.       | 140  |
| 2024 | Schubert Motorsport     | OSC 1 7  | OSC 2 7  | LAU 1 Ki | LAU 2 6  | ZAN 1 2 | ZAN 2 7  | NOR 1    | NOR 2 5  | NÜR 1 11 | NÜR 2 17 | SAC 1 7 | SAC 2 9  | RBR 1 9  | RBR 2 1  | HOC 1 7  | HOC 2 3 |         |          |       |         | 4.       | 172  |
| 2025 | Schubert Motorsport     | OSC 1    | OSC 2    | LAU 1    | LAU 2    | ZAN 1   | ZAN 2    | NOR 1    | NOR 2    | NÜR 1    | NÜR 2    | SAC 1   | SAC 2    | RBR 1    | RBR 2    | HOC 1    | HOC 2   |         |          |       |         | HN*      | 0*   |

* A szezon jelenleg is zajlik.
† A versenyt nem fejezte be, de helyezését értékelték, mert a versenytáv több, mint 75%-át teljesítette.

### Teljes WTCR-es eredménysorozata
|  |  |  |  |  |  | 6 | Ki | Ni |  |  |  |  |  |  |  |  |  |  |  |  |  |  |  |  |  |  |  |  |  |

† A versenyt nem fejezte be, de helyezését értékelték, mert a versenytáv több, mint 75%-át teljesítette.